# Mišar
Mišar (cyr. Мишар) – wieś w Serbii, w okręgu maczwańskim, w mieście Šabac. W 2011 roku liczyła 2200 mieszkańców.